# Filiatie (vrijmetselarij)

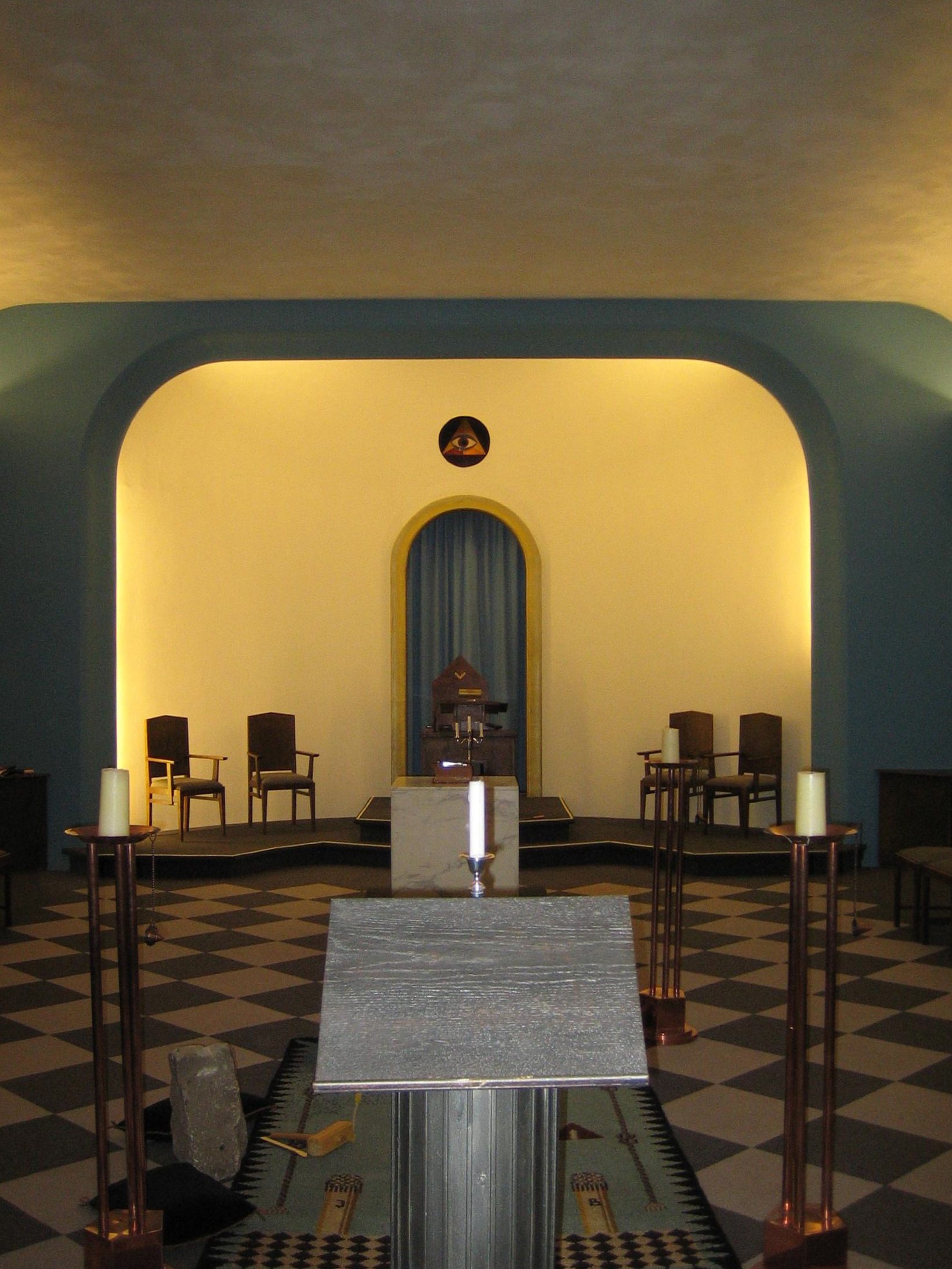
Grote tempel of werkplaats ingericht voor een inwijding bij de loge L'Union Provinciale

Met filiatie wordt in de initiatieke en maçonnieke context een opvolgingslijn van inwijdingen bedoeld.
We onderscheiden:
- De microfiliatie, of opvolgingslijn van inwijder op inwijder (dus een reeks van eigennamen).
- De macrofiliatie, of opvolgingslijn van patenten (dus een reeks van organistaties die elkaar opeenvolgend een zekere erkenning hebben doorgegeven).

Voor een lid van een dergelijke stroming kan het van belang zijn te kunnen aantonen dat hij of zij een ononderbroken filiatie kan aantonen tot aan de stichter van zijn beweging.
In de meeste organisaties worden de namen van levende personen in een filiatie niet aan buitenstaanders medegedeeld.